# خوسيه بيدروزو
خوسيه بيدروزو (بالإسبانية: José Félix Pedroso)‏ هو مدرب كرة قدم ولاعب كرة قدم باراغواياني في مركز الدفاع، ولد في 21 أبريل 1981 في San Ignacio, Paraguay ‏ في باراغواي، وتوفي بنفس المكان في 15 فبراير 2021 بسبب حادث مرور. لعب مع أوليمبيا أسونسيون ونادي أمريكا.